# 로욜
로욜(Royole)은 플렉서블 전자회로를 제조하는 미국 기반의 중국 기업이다. 이 기업은 미국 캘리포니아주 프리몬트에 위치해 있으며 추가 오피스는 홍콩 및 중화인민공화국 선전시에 위치해 있다. 2012년 스탠퍼드 졸업생들에 의해 설립되었다.